# Olympiastadt

Alle bisherigen Olympiastädte (Sommerspiele)
Länder mit einer Sommerolympiade
Länder mit zwei oder mehr Sommerolympiaden

Alle bisherigen Olympiastädte (Winterspiele)
Länder mit einer Winterolympiade
Länder mit zwei oder mehr Winterolympiaden

Als Olympiastadt bezeichnet man eine Stadt, die momentan oder in früherer Zeit die Olympischen Sommerspiele oder die Olympischen Winterspiele austrägt bzw. ausgetragen hat. Während die Olympischen Spiele der Antike stets in Griechenland stattfanden, werden die Spiele der Neuzeit alle vier Jahre in einer anderen Stadt ausgetragen.
Die bisherigen deutschen Olympiastädte sind Berlin (1916 ausgefallen wegen des Ersten Weltkriegs, 1936) und München (1972) für die Sommerspiele sowie Garmisch-Partenkirchen (1936, 1940 ausgefallen wegen des Zweiten Weltkriegs) für die Winterspiele. Berlin und München verfügen je über ein Olympiastadion. Kiel, wo 1936 und 1972 jeweils die Segelwettbewerbe der Olympischen Sommerspiele stattfanden, sowie Augsburg, wo 1972 der Kanuslalom in Eiskanal ausgetragen wurde, sind hingegen keine Olympiastädte, da ihr vom IOC die Olympischen Spiele niemals zugeteilt wurden.
Die bisher einzige Olympiastadt Österreichs ist Innsbruck, das 1964 und 1976 die Olympischen Winterspiele ausrichtete.
Auch die Schweiz hat bisher mit St. Moritz nur eine Olympiastadt, in der 1928 und 1948 die Olympischen Winterspiele ausgetragen wurden.
Die Bezeichnung Olympiastadt ist nicht zu verwechseln mit dem Olympiadorf.
Seit 1997 ist Baden-Baden Olympische Stadt. Mit diesem Titel wurde Baden-Baden durch das Internationale Olympische Komitee geehrt – auch in Anerkennung des im Jahre 1981 dort abgehaltenen Nominierungskongresses, bei dem die beiden Städte Calgary (Kanada) und Seoul (Südkorea) für die Olympischen Spiele 1988 als Austragungsstätten nominiert wurden.
Peking ist die einzige Stadt, in der sowohl Olympische Sommerspiele (2008) als auch Winterspiele (2022) ausgetragen wurden.

## Alle Olympiastädte

### Alle Sommerolympiastädte
dreimal:
- London (1908, 1944 ausgefallen wegen des Zweiten Weltkriegs, 1948, 2012)
- Paris (1900, 1924, 2024)

zweimal:
- Athen (1896, 2004)
- Los Angeles (1932, 1984, voraussichtlich 2028)
- Tokio (1940 ausgefallen wegen des Zweiten Japanisch-Chinesischen Krieges, 1964, von 2020 auf 2021 verschoben wegen der COVID-19-Pandemie)

einmal:
- St. Louis (1904)
- Stockholm (1912)
- Antwerpen (1920)
- Amsterdam (1928)
- Berlin (1916 ausgefallen wegen des Ersten Weltkriegs, 1936 Segelwettbewerbe in Kiel)
- Helsinki (1940 ausgefallen wegen des Zweiten Weltkriegs, 1952)
- Melbourne (1956 Reitwettbewerbe in Stockholm)
- Rom (1960)
- Mexiko-Stadt (1968 Segelwettbewerbe in Acapulco)
- München (1972 Segelwettbewerbe in Kiel, Kanuslalom in Augsburg)
- Montréal (1976 Segelwettbewerbe in Kingston)
- Moskau (1980 Segelwettbewerbe in Tallinn)
- Seoul (1988)
- Barcelona (1992)
- Atlanta (1996 Segelwettbewerbe in Savannah)
- Sydney (2000)
- Peking (2008 Segelwettbewerbe in Qingdao, Reitwettbewerbe in Hongkong)
- Rio de Janeiro (2016)
- Brisbane (voraussichtlich 2032)

### Alle Winterolympiastädte
zweimal:
- St. Moritz (1928, 1948)
- Lake Placid (1932, 1980)
- Innsbruck (1964, 1976 nach der Absage von Denver)

einmal:
- Chamonix (1924)
- Garmisch-Partenkirchen (1936, 1940 ausgefallen wegen des Zweiten Weltkriegs)
- Oslo (1952)
- Cortina d’Ampezzo (1944 ausgefallen wegen des Zweiten Weltkriegs, 1956, voraussichtlich 2026)
- Squaw Valley (1960)
- Grenoble (1968)
- Sapporo (1940 ausgefallen wegen des Zweiten Japanisch-Chinesischen Kriegs, 1972)
- Sarajevo (1984)
- Calgary (1988)
- Albertville (1992)
- Lillehammer (1994)
- Nagano (1998)
- Salt Lake City (2002)
- Turin (2006)
- Vancouver (2010)
- Sotschi (2014)
- Pyeongchang (2018)
- Peking (2022)

## Olympialänder
Eine weniger häufig verwendete Bezeichnung ist Olympialand (auch Olympiastaat). Als Olympialand gilt Griechenland, deshalb hat die griechische Olympiamannschaft auch die Ehre, bei den Eröffnungsfeiern (Sommer- und Winterspiele) als Erste ins Stadion einzulaufen.

### Alle Sommerolympialänder
fünfmal:
- Vereinigte Staaten (1904, 1932, 1984, 1996, voraussichtlich 2028)

dreimal:
- Vereinigtes Königreich (1908, 1948, 2012)
- Frankreich (1900, 1924, 2024)

zweimal:
- Australien (1956, 2000)
- Deutschland (1936, 1972)
- Griechenland (1896, 2004)
- Japan (1964, 2020)

einmal:
- Belgien (1920)
- Brasilien (2016)
- Volksrepublik China (2008)
- Finnland (1952)
- Italien (1960)
- Kanada (1976)
- Mexiko (1968)
- Niederlande (1928)
- Sowjetunion (1980)
- Schweden (1912)
- Spanien (1992)
- Südkorea (1988)

Kontinente:
- Europa (16 ×)
- Nordamerika (6 ×)
- Asien (4 ×)
- Australien (2 ×)
- Südamerika (1 ×)
- Afrika (0 ×)

### Alle Winterolympialänder
viermal:
- Vereinigte Staaten (1932, 1960, 1980, 2002)

dreimal:
- Frankreich (1924, 1968, 1992)

zweimal:
- Italien (1956, 2006)
- Japan (1972, 1998)
- Kanada (1988, 2010)
- Norwegen (1952, 1994)
- Österreich (1964, 1976)
- Schweiz (1928, 1948)

einmal:
- China (2022)
- Deutschland (1936)
- Jugoslawien (1984)
- Russland (2014)
- Südkorea (2018)

Kontinente:
- Europa (14 ×)
- Nordamerika (6 ×)
- Asien (4 ×)
- Südamerika (0 ×)
- Afrika (0 ×)
- Australien (0 ×)